# Primitiva baptister
Primitiva baptister, på engelska Primitive Baptists, Old School Baptists eller Hardshell Baptists, är en gren inom  baptismen som skiljde sig från andra baptister i början av 1800-talet i USA, framför allt för att de motsatte sig centrala missionsorganisationer och annat som man uppfattade som "nymodigheter".